# Platycheirus obscurus
Platycheirus obscurus är en tvåvingeart som först beskrevs av Thomas Say 1824.  Platycheirus obscurus ingår i släktet fotblomflugor, och familjen blomflugor. Inga underarter finns listade i Catalogue of Life.